# Batalion Strzelców Ziemi Nurskiej płk. Norberta Zielińskiego
Batalion Strzelców Ziemi Nurskiej płk. Norberta Zielińskiego – polski oddział piechoty wchodzący w skład wojsk powstańczych okresu insurekcji kościuszkowskiej.

## Formowanie
Na przełomie maja i czerwca 1794 bracia Aleksander i Norbert Zielińscy rozpoczęli formowanie batalionu. Do 28 czerwca sformowano 4 kompanie, w których łącznie znajdowało się 374 ludzi. 2 lipca czwartą kompanię kpt. Forrestiera wcielił do swego regimentu gen. mjr Cichocki. 14 lipca batalion osiągnął liczbę 360  żołnierzy, 5 sierpnia – 470, a 3 października – 701. Na uzbrojeniu batalion posiadał 150 karabinów.

## Żołnierze batalionu
Batalionem dowodził i był jego współorganizatorem płk Norbert Zieliński. Kompaniami dowodzili: kpt. Piotr Drążewski, kpt. Bonawentura Zieliński, sztabskpt. Baltazar Kleczkowski oraz por. Antoni Lipka. W każdej z kompanii znajdował się ponadto jeden oficer. W sztabie batalionu  służbę pełnili oficerowie w randze kapitanów: kwatermistrz i audytor.